# Kevin McHale (acteur)
Kevin Michael McHale (Plano, 14 juni 1988) is een Amerikaans acteur, danser en zanger. McHale maakte deel uit van de boyband NLT. Hij verkreeg internationale bekendheid door zijn rol in de televisieserie Glee.

## Jeugdjaren
McHale is geboren in Plano, Texas. Voordat hij begon met acteren, was McHale lid van de Amerikaans boyband NLT, kort voor "Not Like Them". De R&B-groep is ontdekt door Chris Stokes. Op 13 maart 2007 brachten ze hun eerste single uit, "That Girl". De band had daarnaast een gastoptreden in de film Bratz: The Movie. Op 30 april 2009 verkondigde groepslid Travis Garland dat de band uit elkaar was.

## Filmografie
| Televisie-optredens | Televisie-optredens                                    | Televisie-optredens | Televisie-optredens                                                       |
| Jaar                | Titel                                                  | Rol                 | Opmerkingen                                                               |
| ------------------- | ------------------------------------------------------ | ------------------- | ------------------------------------------------------------------------- |
| 2005                | All That                                               | Mark                | Aflevering: "On-Air Dares"                                                |
| 2007                | The Office                                             | Pizzabezorger       | Aflevering: "Launch Party"                                                |
| 2007-2008           | Zoey 101                                               | Dooley              | 3 afleveringen: "Goodbye Zoey Part 1", "Goodbye Zoey Part 2", "Wrestling" |
| 2008                | True Blood                                             | Neil Jones          | 2 afleveringen: "Escape from Dragon House", "Cold Ground"                 |
| 2009- 2015          | Glee                                                   | Artie Abrams        | Hoofdpersonage                                                            |
| 2011                | Videoclip: Last Friday Night (T.G.I.F.) van Katy Perry | Everett McDonald    | Bijpersonage                                                              |